# Escallonia hypoglauca
Escallonia hypoglauca är en tvåhjärtbladig växtart som beskrevs av Theodor Carl Karl Julius Herzog. Escallonia hypoglauca ingår i släktet Escallonia och familjen Escalloniaceae. Inga underarter finns listade i Catalogue of Life.